# نظريات المؤامرة السياسية الأمريكية
عادةً ما تُعرّف نظريات المؤامرة السياسية الأمريكية ضمن إطار واحد: مجموعة صغيرة قوية تسعى جاهدةً لإخفاء المعلومات السرية والمدمرة أو إلحاق الضرر بمجموعة منافسة أخرى أو تقويض المجتمع عمومًا. تختلف النظريات عن المؤامرات الفعلية، التي تحمل مفهومًا مشابهًا: يعمل عدد قليل من الأفراد معًا في الخفاء لكشف نظام أكبر. يؤدي غالبًا الصراع بين نظرية المؤامرة الحقيقية والتصور الخاطئ لإحدى هذه النظريات إلى نشوب النزاعات، واستقطاب المجموعات الانتخابية، ونشر انعدام الثقة في الحكومة، وظهور الانقسامات العرقية والسياسية. تبدأ العديد من المؤامرات السياسية وتنتشر بسبب الظروف السياسية المشحونة، والانتماءات الحزبية للأفراد، والمنصات الالكترونية التي تشكل حجرات يجتمع فيها أولئك المتشابهون بالرأي للتعبير عن أفكارهم. ينطبق الإيمان بالمؤامرات السياسية الأمريكية على جميع الأحزاب والأيديولوجيات والأعراق والمجموعات الإثنية والطبقات الاجتماعية والاقتصادية والأنواع الاجتماعية.

## إسهامات

### الخوف الظرفي
غالبًا ما تظهر نظريات المؤامرة بالتزامن مع بروز ظروف سياسية أو اجتماعية مستجدة، إذ تشعر مجموعة من الأفراد بالتهديد من قبل مجموعة أخرى من اللاعبين المختلفين سياسيًا أو دينيًا أو عرقيًا أو إثنيًا أو اقتصاديًا. بدأت النظريات باكرًا عندما بدأ الأوروبيون باستعمار الولايات المتحدة، ورأوا في السكان الأصليين تهديدًا لهم. نتيجةً لذلك، توقع العديد من المستعمرين، مثل كوتن ميذر، أن الأمريكيين الأصليين كانوا تحت سيطرة الشيطان، وآمن بعضهم بما يُسمى «أسطورة القائد الأعلى»، التي تقول إن زعيمًا أمريكيًا أصليًا يقف بمثابة العقل المدبر خلف كل هجوم للسكان الأصليين، ويسيطر على آلاف الجنود الهنود، ويسعى جاهدًا للقضاء على البيض.
نشأت النظريات أيضًا ردًا على حقبة الثقافة المضادة والنسوية والحركة المناهضة للحرب في الستينيات. شعر العديد من المحافظين بالتهديد وبدأوا بالاعتقاد أن هذه الحركات قد تشكلت استنادًا إلى دوافع شيوعية لتقويض الحكومة الحالية. خشي العديد من منظري المؤامرة اليمينيين في تسعينيات القرن الماضي أيضًا من تورط عائلة كلينتون في عصابات المخدرات والاغتيالات. يعتقد البعض حاليًا أن الحكومة تزرع المخدرات في الأحياء التي يسكنها الأمريكيون الأفارقة، ما يؤدي إلى ارتفاع معدلات الجريمة وأعداد المساجين ضمن هذه المجتمعات. شهد عام 2020 انتشار نظريات المؤامرة بسبب تصاعد القلق العام، والبقاء المتزايد في المنزل، والتركيز بصورة أكبر على الإنترنت ووسائل الإعلام الاجتماعية. تُعد كيو أنون إحدى هذه المؤامرات التي انتشرت منذ الانتخابات الرئاسية لعام 2020.

لا تقتصر أسباب ظهور نظريات المؤامرة على الخوف من «الآخر»، أو الإحباط من حرمان الفرد من حق الاقتراع، بل تظهر أيضًا بسبب التغيير الزائد، اجتماعيًا كان أو سياسيًا أو اقتصاديًا— وتمثل النظريات استجابةً لتبرير القلق المترافق مع هذه الأحداث، ووضعها في سياق مُثُل الدولة وقوانينها. للتوضيح، ادعى فرانك دونر، محامي الحريات المدنية في 1980، ما يلي:
«خاصةً في أوقات الشدة، تطفو التفسيرات الانفعالية المبالغ فيها للواقع غير المرغوب إلى سطح الحياة الأمريكية وتستقطب الدعم والتأييد. يسلّط [تنامي الحركات التآمرية] الضوء على تناقض صارخ بين ادعائنا التفوق وحمل مهمة جلب نظام عالمي جديد على أكتافنا كوننا أمة الفادي من جهة، وهشاشة ثقتنا بمؤسساتنا من جهة أخرى. دفع [هذا] التناقض بعض المراقبين إلى استنتاج أننا، لا شعوريًا، قلقون عند الحديث عن قيمة مجتمعنا ودوامه».
تظهر نظريات المؤامرة بين جميع الأعراق والأحزاب بسبب الخوف من زعزعة استقرار المجتمع والبلد، ومن ثم التأثير على حياة المرء، وتنبثق هذه النظريات، وفقًا لأستاذ علم النفس في جامعة البنديكتية، جيمس ديفيس، نتيجة ثلاثة أسباب:
«تقترح مراجعة حديثة ثلاث فئات من الدوافع الكامنة وراء الإيمان بنظريات المؤامرة ... يجب على الأفراد البحث عن تفسيرات سببية للحد من الشك وعدم اليقين ... والشعور بالسيطرة والأمان في حياتهم ... ويتجلى دافع ثالث لتأييد نظرية المؤامرة في رغبة الأفراد برؤية أنفسهم ومجموعتهم من منظور أكثر إيجابية.

#### الهياكل الطبقية وانعدام الثقة في الحكومة
من المرجح أيضًا أن يتنبأ الهيكل الطبقي بدرجة إيمان المرء بنظرية المؤامرة السياسية، وعليه إذا كان دخل الفرد منخفضًا، أو يفتقر إلى فرص الحصول على التعليم العالي، أو يعاني صعوبةً في إيجاد بيئة عمل آمنة، فمن المرجح أن يؤمن بوجود مؤامرة بسبب الشعور العام بالعجز. يرتبط ضعف الرقابة هذا بفئات معينة: ثبت أن الأفراد من الطبقات العليا يشعرون بقدر أكبر من التحكم في حياتهم ووظائفهم وتعليمهم ومستويات معيشتهم. قد تولد الظروف الاجتماعية والاقتصادية المتدهورة قلقًا سياسيًا واقتصاديًا ورغبةً بمعرفة أسباب الظروف الأليمة، ومن شأن هذا العجز أن يدفع الأفراد إلى إيجاد تفسير مريح نفسيًا، ألا وهو الفكرة القائلة إن مجموعةً من الجهات الحكومية تتآمر ضد الفقراء.
لا يعني ما سبق أن أصحاب التعليم العالي أو مستويات الذكاء الأعلى لن يؤمنوا بنظريات المؤامرة. لفهم النظرية، تتطلب العديد من المؤامرات جهدًا عقليًا كبيرًا. لا يقتصر تعريف أولئك المؤمنين بنظرية المؤامرة على الطبقات الاجتماعية فقط، بل لُوحظ لديهم أيضًا ظاهرة نفسية تسمى «الانحياز التأكيدي»، إذ يقبلون فقط المعلومات التي تثبت صحة معتقدهم، ويرفضون المعلومات التي تتعارض مع المؤامرة.
يرى بعض الأفراد أن سياسات حكومية معينة قد تقف خلف حدوث ضائقة اقتصادية ما، فمثلًا يعتقد العديد من الأمريكيين أن الحكومة تجبر الفعاليات الصناعية الصحية على إخفاء علاج السرطان أو سبب حدوثه، ويتناول بعضهم الآخر أدويةً غير معتمدة من إدارة الغذاء والدواء لأنهم لا يثقون بالصناعة الطبية الأمريكية، ومن الجدير بالذكر أن هذه السلوكيات تنبع غالبًا من الخوف والإحباط من السياسات الأمريكية الحالية المتعلقة بالصحة العامة. قد يدعم بعض المرضى الأمريكيين العاجزين عن تحمل تكاليف الرعاية الصحية المصادر التي تلوم الصناعة الطبية، بما فيها المؤامرات، وقد ينشأ هذا الدعم أيضًا بسبب الخوف طويل الأمد من افتقار الحكومة إلى الشفافية أو الحقيقة فيما يتعلق بالأدوية: وافق الأطباء الأمريكيون في الماضي على استخدام الزئبق والمواد المشعة والسجائر، معتقدين أنها صحية دون معرفة الأضرار التي تحملها.

### الانتماءات الحزبية
تحدد الانتماءات الحزبية أحيانًا الإيمان بنظريات المؤامرة من عدمه، لكن الاعتقاد يعتمد عادة على النظرية. يوجد ارتباط بين الأحزاب السياسية والمعتقدات في مؤامرة «بيرثر»، ومؤامرة اغتيال جون كنيدي، ومؤامرة «تروثر»، ونظرية «ليفي برانش» ومؤامرة «لجنة الموت». يؤثر الولاء الحزبي على المعتقدات في بعض النظريات، بينما يحددها «التفكير التآمري» (جنون الارتياب العام حول الحكومة) في البعض الآخر. تميل المؤامرات المرتبطة مباشرةً بإدارة أوباما (مثل مؤامرات «بيرثر» و«لجنة الموت») سياسيًا إلى اليمين، بينما لم يُرجَّح تأييد الديموقراطيين للنظريات التي ضغطت ضد الرئيس أوباما وسياساته. أما بالنسبة إلى كل من «ليفي برانش» و «تروثر» واغتيال كينيدي، ضمّ كلا الحزبين عددًا مماثلًا من الأشخاص المؤمنين بالنظريات. يُذكر أيضًا ملاحظة ميل سابق للتفكير التأمري أو التشكيك في مصداقية الجهات الحكومية لدى الأفراد الذين يؤمنون بهذه النظريات المحددة. على أي حال، أشارت الدراسات أيضًا إلى توجيه بعض المفكرين التآمريين تركيزهم على العقلية المناهضة للحكومة -بسبب عدم ثقتهم في السلطة العليا- بدلًا من التركيز على نظرية محددة أو حزب معين.
تميل كل مجموعة حزبية إلى الإيمان بالمؤامرات التي تستهدف الطرف الآخر، بسبب عدم إيمانها بأيديولوجيات وسياسات الطرف الآخر، ومن ثم قد تنبثق المؤامرات من كلا الطرفين الحزبيين. صرح جوزيف أوسينسكي، أستاذ العلوم السياسية بجامعة ميامي، أن «كلا الجانبين متآمرين بصورة متساوية في تفكيرهما ... أي أن التآمر ليس حكرًا على أي منهما».